# Петухово (Тверская область)
Петухово — деревня в Кимрском районе Тверской области. Входит в состав Стоянцевского сельского поселения.

## География
Находится в юго-восточной части Тверской области на расстоянии приблизительно 33 км на запад-северо-запад по прямой от районного центра города Кимры в левобережной части района.

## История
Известна была с с 1628 года как деревня с 3 дворами, владение патриарха Филарета. В 1781 году 3 двора, в 1806 году — 18. В 1859 году здесь (деревня Корчевского уезда Тверской губернии) было учтено 30 дворов, в 1887 — 49.

## Население
Численность населения: 20 человек (1781 год), 123 (1806), 244 (1859 год), 284 (1887), 33 (русские 97 %) 2002 году, 17 в 2010.